# Бад-Гомбург (футбольний клуб)
«Бад-Гомбург» (нім. «SpVgg 05 Bad Homburg») — німецький футбольний клуб з міста Бад-Гомбурга, Гессен . Заснований 10 березня 1905 року.

## Стадіон
З 1949 року Гомбург  проводить свої домашні матчі на стадіоні Сандельмюлє (нім. «Sandelmühle»), який вміщує 7000 глядачів. 